# Mormon (profet)
Mormon var, enligt Jesu Kristi kyrka av sista dagars heliga, en profet som sammanställde andra forntida profeters uppteckningar. Denna sammanställning utgör nu stora delar av Mormons bok. Mormon var far till Moroni.
Mormon levde, enligt Jesu Kristi Kyrka av Sista Dagars Heliga, på den amerikanska kontinenten på 300-talet.